# Touch of Death
Touch of Death é um filme em preto e branco do gênero policial produzido no Reino Unido, dirigido por Lance Comfort e lançado em 1961.